# Хао Юнь
Хао Юнь  (кит.: 郝 运, 23 червня 1995) — китайський плавець, олімпійський медаліст.

## Виступи на Олімпіадах
| Олімпіада   | Дисципліна                            | Місце |
| ----------- | ------------------------------------- | ----- |
| Лондон 2012 | плавання на 400 метрів вільним стилем | 4     |
| Лондон 2012 | естафета 4 × 200 вільним стилем       | 3     |